# バーナフォン
バーナフォンは、スイス発祥の補聴器ブランドであり、現在はデンマークのデマント（Demant A/S）が取り扱っている。
bernafonとは「ベルンの聞こえ」という意。

## 沿革
- 1925年 - スイスの首都ベルンで誕生。
- 1986年 - 「アスコム」に社名変更。同年アメリカ「MAICO」社を買収。
- 1992年 - ドイツ「BOSCH」社補聴器部門を買収。
- 1995年 - デンマークのウィリアム・デマント・ホールディング社（現在のデマント社）の傘下に、社名を「バーナフォン」に変更。
- 1996年 - 日本法人「バーナフォン株式会社」設立。
- 2020年 - デマントの日本法人「デマント・ジャパン株式会社」の取り扱いとなる。(バーナフォン株式会社は2016年にデマント・ジャパン株式会社に合併し解散。)

## 主な商品
- 補聴器（世界で唯一のチャネルフリーデジタル信号処理システムを搭載）
- 補聴器付属品全般
- 補聴器周辺機器